# إدوارد جون هاربر
إدوارد جون هاربر (بالإنجليزية: Edward John Harper)‏ هو قسيس أمريكي، ولد في 23 يوليو 1910 في بروكلين في الولايات المتحدة، وتوفي في 2 ديسمبر 1990 في ساراتوغا سبرينغس في الولايات المتحدة.